# Pseudophilotes panoptes
Pseudophilotes panoptes is een dagvlinder uit de familie Lycaenidae, de kleine pages, vuurvlinders en blauwtjes.
De vlinder komt voor op het Iberisch Schiereiland en in Noord-Afrika. De spanwijdte is 18 tot 22 millimeter.
De vliegtijd is van maart tot augustus in twee jaarlijkse generaties. De soort gebruikt tijm als waardplant.
1. ↑  (en) Pseudophilotes panoptes op de IUCN Red List of Threatened Species.